# Amza Pellea
Amza Pellea (n. 7 aprilie 1931, Băilești, Dolj, România – d. 12 decembrie 1983, București, România) a fost un actor român de film, radio, teatru, televiziune și voce. Printre alte roluri memorabile, Amza Pellea a fost creatorul și interpretul personajului Nea Mărin, care i-a relevat atât de bine disponibilitățile sale pentru comedie. Totodată, a interpretat unele figuri celebre din istoria României, precum Decebal sau Mihai Viteazul.

## Biografie

### Educație
Amza Pellea s-a născut la Băilești-Dolj - Jiul de Jos, într-o familie cu cinci copii, iar tatăl său s-a numit tot Amza Pellea și a fost directorul cooperativei „Munca Noastră” din Băilești în anul 1933. A absolvit cursurile Colegiului Național Carol I din Craiova, și Școala tehnică de electrotehnică din Craiova. După absolvirea școlii a lucrat ca tehnician în calcul și construcții de aparate de înaltă și joasă tensiune în cadrul Uzinei electrice din Timișoara. În 1952 a fost admis la Institutul de Cinematografie iar intenția sa a fost aceea de a urma regie de film însă comisia l-a propus pentru actorie. Actorie, însă, nu voia el, pentru că era foarte timid. Cu toate acestea, probabil că tot din timiditate s-a supus hotărârii comisiei. A absolvit Institutul în 1956 la clasa profesorilorMihai Popescu și Alexandru Finți. În 1954, student fiind, Mircea Drăgan l-a distribuit în rolul lui Neica Stamate din pelicula sa „În vreme de război”. În 1956 a debutat pe scena Teatrului Național din Craiova cu rolul Hlebnikov în piesa „O chestiune personală” de Alexandr Stein.
Un reprezentant al Promoției de aur a teatrului românesc, Amza Pellea a jucat la Teatrul Național din Craiova, Teatrul Mic, Teatrul Nottara, Teatrul de Comedie și Teatrul Național din București, unde s–a impus ca unul dintre actorii cei mai dotați ai scenei românești. A fost profesor la IATC.

### La Craiova
Pe scena craioveană a realizat, în perioada stagiaturii de trei ani (1957-1959), nu mai puțin de 14 roluri, între care Jack Worthing (Ce înseamnă să fii onest  de Oscar Wilde), Vedernikov (Ani de pribegie de Aleksei Arbuzov), episcopul Ilarion (Tudor din Vladimiri de Mihnea Gheorghiu), Comandantul vasului (Tragedia optimistă de Vsevolod Visnevski), Bepe (Galcevile din Chioggia de Carlo Goldoni), Horatio (Hamlet de Shakespeare), Colonelul Dobre (Ecaterina Teodoroiu de Nicolae Tăutu), Otto Katz (Soldatul Svejk de Jaroslav Hašek), Esteban (Fântâna turmelor de Lope de Vega).

### La București
În 1959 a revenit în București, pe scena Teatrului „Constantin Nottara”, unde a jucat: Wilhelm de Orania - în piesa „Egmont” - rol care, de altfel, i-a adus un premiu de interpretare. Tot în 1959 și-a început și cariera de actor de film cu rolul Adam Adam în pelicula „Setea”, în regia lui Mircea Drăgan. Pe scena Teatrului de Comedie a creat alte personaje, printre care Brettschneider (Svejk în al doilea război mondial de Brecht - 1962), Pietro (Umbra de Evghenii Șvarț - 1963), Manole (Somnoroasa aventură de Teodor Mazilu - 1964), Subcomisarul (Capul de rățoi de G. Ciprian - 1966), Platonov (Un Hamlet de provincie de Cehov - 1967), Voievodul Basarab (Croitorii cei mari din Valahia de Al. T. Popescu - 1969), Noah (Arca bunei speranțe de I.D. Sîrbu - 1970), Hrisanide (Interesul general de Aurel Baranga- 1972), Hickok (Buffalo Bill și indienii de A. Kopit - 1973) și inginerul din Nic Nic de Anca Bursan și Gheorghe Panco.
Pe scena Teatrului Național din București dă viață lui Petre Dinoiu (Comoara din deal de Corneliu Marcu - 1977) și lui Vlad Țepeș (A treia țeapă de Marin Sorescu - 1979).
Ultimul rol creat la teatru îl readuce pe scena Teatrului de Comedie, realizând - în regia lui Gheorghe Harag - personajul bătrânului moșier Muromski în Procesul de Suhovo-Kobilin - 1983.

### Personaje interpretate

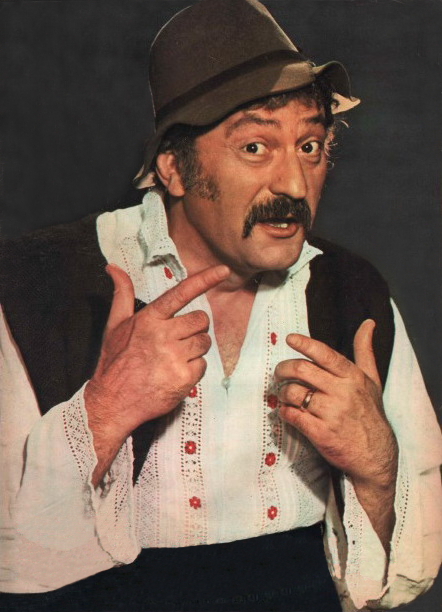
Actorul Amza Pellea în rolul Nea Mărin

Amza Pellea a interpretat atât personaje istorice (vlădica Ilarion din Tudor din Vladimiri de Mihnea Gheorghiu, Voievodul Basarab din Croitorii cei mari din Valahia de Al. Popescu, rolurile din Tudor, Răscoala, Haiducii, Dacii, Columna, Mihai Viteazul), cât și personaje contemporane (Ailincii din Secunda 58 de Dorel Dorian, Manole din Somnoroasa aventură de T.Mazilu), dar și personaje din repertoriul clasic universal (Esteban din Fântâna turmelor de Calderon, Horatio din Hamlet, Platonov din Un Hamlet de provincie de Cehov).
Rămas probabil în conștiința publicului prin rolul domnitorului din Mihai Viteazul și prin Nea Mărin, reușește în Atunci i-am condamnat pe toți la moarte să atingă ambele personaje. Umilul, și câteodată veselul Ipu recapătă, în finalul filmului, figura dârză și tragică a soldatului țăran din primul război.

### Viața personală
A fost căsătorit timp de 25 de ani, din 1958 până la moartea sa în 1983, cu Domnica Mihaela din familia Policrat din Craiova.
Este tatăl actriței Oana Pellea.
A decedat pe 12 decembrie 1983 la București, în vârstă de 52 de ani. Moartea survine în urma unui cancer galopant localizat la plămâni. Actorul era un mare fumător, însă au existat și alte speculații cu privire la moartea sa, cum că ar fi fost iradiat de Securitate, pentru că in sketchurile sale ironiza sistemul comunist. Este înmormântat la cimitirul Bellu.

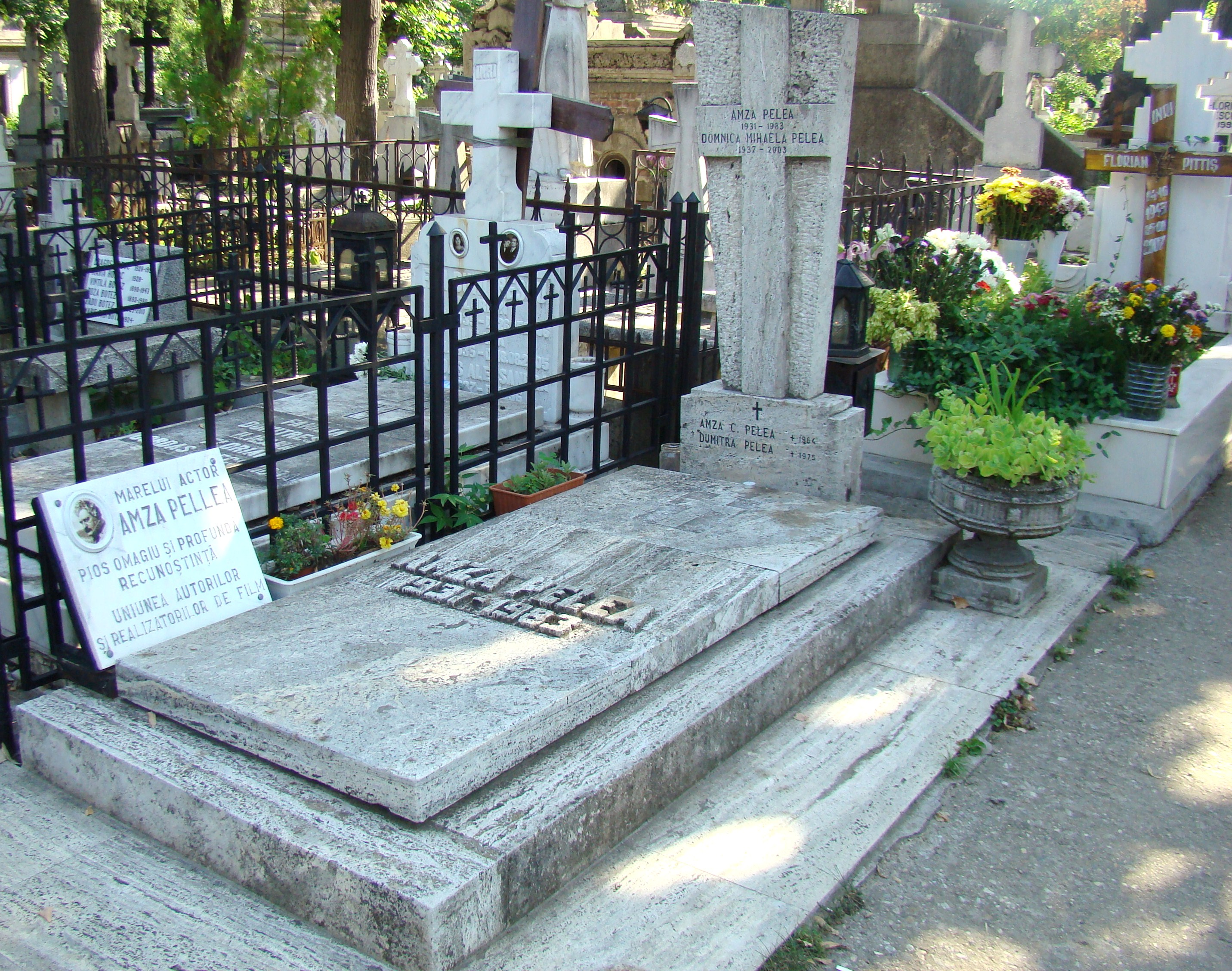
Mormântul actorului Amza Pellea din Cimitirul Bellu ortodox

Fundația Enciclopedică „Amza Pellea” a realizat un film documentar numit „Douăzeci de ani fără Amza”.

## Distincții și funcții
- Ordinul „Meritul Cultural” clasa a III-a (25 decembrie 1967) „pentru merite deosebite în opera de construire a socialismului, cu prilejul celei de-a XX-a aniversări a proclamării Republicii”[6]
- Ordinul „Meritul Cultural” clasa I (1971) „pentru merite deosebite în opera de construire a socialismului, cu prilejul aniversării a 50 de ani de la constituirea Partidului Comunist Român”[7]

A îndeplinit funcția de director al Teatrului Național din Craiova în perioada 21 martie 1973 – 24 septembrie 1974.
A câștigat în 1977 premiul de interpretare masculină, cel mai bun actor, la Festivalul Internațional de Film de la Moscova, pentru rolul său excepțional (Manolache Preda) din filmul Osânda, unde a jucat alături de Gheorghe Dinică și Ernest Maftei, într-o ecranizare de Sergiu Nicolaescu după "Velerim și Veler Doamne" de Victor Ion Popa.

## Teatrografie

### Piese de teatru
- Umbra (1963)
- Șeful sectorului suflete (1963)
- Moneda de cinci mărci (1963)
- Somnoroasa aventură (1964)
- Capul de rățoi (1966)
- Grota urșilor (1966)
- Săjeata neagră (1966)
- Un Hamlet de provincie (1967)
- Și dacă-i o minciună (1967)
- Sâmbăta morților (1968)
- Nicnic (1968)
- ...Escu (1968)
- File din cronica anului 1848 (1968)
- Croitorii cei mari din Valahia (1969)
- Arca bunei speranțe (1970)
- Un caz de dispariție (1970)
- Interesul general (1971)
- Romeo și Julieta nu mor niciodată  (1971)
- Singurul martor (1972)
- Buffalo Bill și indienii (1972)
- Bălcescu (1973)
- Descoperirea familiei (1973)
- Comoara din deal (1975)
- Cadavrul viu (1975)
- Vlaicu Vodă (1975)
- Doctor fără voie (1975)
- 12 oameni furioși (1977)
- Procesul Horia (1977)
- Frunze care ard (1977)
- Examene (1978)
- A treia țeapă (1979)
- În așteptarea lui Lefty (1979)
- Ușa de la baie (1980)
- Sfântul Mitică Blajinul (1981)
- Iată femeia pe care o iubesc (1981)
- Între etaje (1982)
- Dragul meu anonim (1982)
- Banchiza (1982)
- Operațiunea gambit (1982)
- Procesul (1983)

## Filmografie

### Actor
- Alarmă în munți (1955)
- Darclée (1960)
- Setea (1961)
- Celebrul 702 (1962)
- Tudor (1963)
- Pisica de mare (1964)
- Camera albă (1965)
- Neamul Șoimăreștilor (1965)
- Răscoala (1966)
- Haiducii (1966)
- Dacii (1967)
- Columna (1968)
- Războiul domnițelor (1969)
- Mihai Viteazul (1971)
- Atunci i-am condamnat pe toți la moarte (1972)
- Puterea și adevărul (1972)
- Săgeata căpitanului Ion (1972)
- Ciprian Porumbescu (1973)
- Ultimul cartuș (1973)
- Aventurile lui Babușcă (1973)
- Bălcescu (1974)
- Proprietarii (1974)
- Un august în flăcări (1974)
- Porțile albastre ale orașului (1974)
- Un comisar acuză (1974)
- Stejar – extremă urgență (1974)
- Nemuritorii (1974)
- Tată de duminică (1975)
- Ulzana, căpetenia apașilor (1975)
- Cantemir (1975)
- Mușchetarul român (1975)
- Osînda (1976)
- Lumina pe coline (1976)
- Trei zile și trei nopți (1976)
- Tufă de Veneția (1977)
- Accident (1977)
- Împușcături sub clar de lună (1977)
- Războiul independenței (serial TV) (1977)
- Răvașul misterios (1977)
- Das Verschollene Inka-Gold - Omul de aur - film TV (1978)
- Eu, tu, și... Ovidiu (1978)
- Pentru patrie (1978)
- Melodii, melodii (1978)
- Revanșa (1978)
- Ecaterina Teodoroiu (1978)
- Nea Mărin miliardar (1979)
- Brațele Afroditei (1979)
- Mihail, cîine de circ (1979)
- Das Ding im Schloß (1979)
- Duios Anastasia trecea (1980)
- Casa dintre cîmpuri (1980)
- Capcana mercenarilor (1981)
- Șantaj (1981)
- Detașamentul „Concordia” (1981)
- Poarta de aur a incașilor (1981)
- Spectacolul spectacolelor (1981)
- Ana și „hoțul” (1981)
- Rămân cu tine (1982)
- Cucerirea Angliei (1982)
- Un petic de cer (1984)
- Imposibila iubire (1984)
- Carol I - Un destin pentru România (2009)

### Scenarist
- Nea Mărin miliardar (1979) - în colaborare cu Vintilă Corbul și Eugen Burada